# اعدام در کالیفرنیا
مجازات اعدام در ایالت کالیفرنیای آمریکا به‌دلیل دستور دائمی دادگاه فدرال از سال ۲۰۰۶ و همچنین تعلیق اجرای احکام اعدام که در سال ۲۰۱۹ توسط فرماندار گوین نیوسام صادر شد، به‌حالت تعلیق درآمده است. روند حقوقی منجر به آن دستور قضایی از زمان اعلام این تعلیق متوقف شده است. اگر این تعلیق پایان یابد و موانع قانونی برداشته شود، امکان ازسرگیری اعدام‌ها بر اساس قانون فعلی ایالتی وجود دارد.
از سال ۱۷۷۸ تا سال ۱۹۷۲، مجموعاً ۷۰۹ مورد اعدام در کالیفرنیا انجام شد. در سال ۱۹۷۲، دیوان عالی کالیفرنیا با صدور رأی در پرونده People v. Anderson قانون اعدام در این ایالت را لغو کرد. آخرین اعدام در کالیفرنیا مربوط به سال ۲۰۰۶ بوده است. همچنین، سه زندانی محکوم به اعدام در کالیفرنیا شامل کلوین مالون، آلفردو پریتو و گلن ادوارد راجرز به‌ترتیب در ایالت‌های میزوری، ویرجینیا و فلوریدا اعدام شده‌اند.
بر اساس داده‌های رسمی اداره اصلاح و تربیت کالیفرنیا تا ماه مه ۲۰۲۵، تعداد زندانیان محکوم به اعدام در این ایالت ۵۸۷ نفر است که پایین‌ترین میزان از سال ۲۰۱۱ تاکنون به‌شمار می‌رود. این کاهش عمدتاً به‌دلیل خودکشی، مرگ به علل دیگر، کاهش تمایل هیئت‌های منصفه برای صدور حکم اعدام، و تجدید احکام توسط دادستان‌های جدید است. از میان این افراد، ۱۸ نفر زن هستند که در بخش عمومی زندان زنان چائوچیلا نگهداری می‌شوند و ۵۶۹ مرد دیگر که بیشتر آن‌ها از بخش سابق اعدام در زندان ایالتی سن کوئنتین منتقل شده‌اند، در زندان‌های مختلف ایالت نگهداری می‌شوند.
رأی‌دهندگان ایالت کالیفرنیا در همه‌پرسی‌های سال‌های ۲۰۱۲ و ۲۰۱۶ پیشنهاد لغو مجازات اعدام را رد کردند و در سال ۲۰۱۶ با اختلافی اندک، طرحی را برای تسریع روند تجدیدنظر در احکام اعدام تصویب کردند. با وجود آنکه دیوان عالی کالیفرنیا در ۲۶ اوت ۲۰۲۱ قوانین مربوط به مجازات اعدام در این ایالت را تأیید کرد، اما تا سال ۲۰۲۴ هنوز هیچ اعدامی از سر گرفته نشده است.